# Sons and Fascination/Sister Feelings Call
Sons and Fascination/Sister Feelings Call — четвёртый студийный альбом шотландской рок-группы Simple Minds, выпущенный в сентябре 1981 года на лейбле Virgin и стал для коллектива первым, который был издан на нем после ухода из Arista, где были изданы предыдущие три пластинки. Даная студийная работа стала первой, которая привлекла к себе международную аудиторию заняв Британии 11-е место и дала рождение трем синглам, попавших в UK Singles Chart (впервые с момента выхода сингла Life in a day) — The American (59-е место), Love Song (47-е место) and Sweat in Bullet (52-е место).

## Об альбоме
Продолжив во многом музыкальные эксперименты предыдущего альбома Empires and Dance, группа, подписав контракт с новым лейблом Virgin, начала работать над новым материалом. Изначально Sister Feelings Call прилагался в качестве лимитированного бесплатного дополнения к Sons and Fascination в количеств 10 000 экземпляров, но позднее оба альбома превратились в двойной и по сей день считаются единым релизом. Данная пластинка стала последней, над которой в качестве полноправного участника работал ударник Брайан МакГи (ушёл из группы в конце альбомных сессий), записавший с группой предыдущие три альбома и пожелавший больше времени проводить дома с семьей (позднее он присоединится к группе Fiction Factory).
Продюсировавший альбом Стив Хиледж помог создать музыкантам материал, характерный направлению краут-рок. В результате песни получились минималистичными с преобладающими пост-панковым режущими бас-партиями и дробящими ударными, очень напоминающими стиль групп The Cure и Siouxsie & the Banshees. Это развитие дало хорошие результаты, сумев привлечь к музыкантам интерес по всему миру — в том числе в Австралии и Новой Зеландии, где группа провела довольно успешный тур с Icehouse. На время выступлений, с коллективом сотрудничал Кен Хайслоп, занявший место МакГи за ударными и снявшийся в видеоклипах на синглы Lovesong и Sweat n Bullet.

## Список композиций
Sons and Fascination
Все тексты написаны Джимом Керр, вся музыка написана Simple Minds.
| №  | Название                            | Длительность |
| -- | ----------------------------------- | ------------ |
| 1. | «In Trance as Mission»              | 6:50         |
| 2. | «Sweat in Bullet»                   | 4:30         |
| 3. | «70 Cities as Love Brings the Fall» | 4:48         |
| 4. | «Boys From Brazil»                  | 5:30         |

| №  | Название                        | Длительность |
| -- | ------------------------------- | ------------ |
| 5. | «Love Song»                     | 5:03         |
| 6. | «This Earth That You Walk Upon» | 5:26         |
| 7. | «Sons and Fascination»          | 5:23         |
| 8. | «Seeing out the Angel»          | 6:11         |

Sister Feelings Call
Все тексты написаны Джимом Керр, вся музыка написана Simple Minds.
| №  | Название                                               | Длительность |
| -- | ------------------------------------------------------ | ------------ |
| 1. | «Theme for Great Cities (Инструментальная композиция)» | 5:50         |
| 2. | «The American»                                         | 3:49         |
| 3. | «20th Century Promised Land»                           | 4:53         |

| №  | Название                                                              | Длительность |
| -- | --------------------------------------------------------------------- | ------------ |
| 4. | «Wonderful in Young Life»                                             | 5:20         |
| 5. | «League of Nations»                                                   | 4:55         |
| 6. | «Careful in Career»                                                   | 5:08         |
| 7. | «Sound in 70 Cities» (Dub mix of "70 Cities as Love Brings the Fall") | 5:01         |

## Участники записи
Simple Minds
- Джим Керр — вокал
- Чарли Берчилл — гитара
- Майкл Макнилл — клавишные и программирование
- Дерек Форбз — бас-гитара
- Брайан МакГи — ударные

Сессионные музыканты
- Кен Локки — бек-вокал